# Brian Flynn (ishockeyspelare)
Brian Michael Flynn, född 26 juli 1988 i Lynnfield, är en amerikansk professionell ishockeyspelare som spelar för EV Zug i NLA.
Han har tidigare spelat på NHL-nivå för Montreal Canadiens och Buffalo Sabres och på lägre nivåer för Texas Stars och Rochester Americans i AHL och Maine Black Bears (University of Maine) i NCAA.
Flynn blev aldrig draftade av någon NHL-organisation.
Den 2 mars 2015 skickade Sabres iväg Petry till Canadiens i utbyte mot ett femte draftval i 2016 års draft.
Flynn skrev som free agent på ett ettårskontrakt värt 650 000 dollar med St. Louis Blues den 1 juli 2018.
Den 19 januari 2019 meddelade Rampage att man har terminerat hans kontrakt, på spelarens begäran. Två dagar senare, den 21 januari 2019, skrev han på ett kontrakt med schweiziska klubben EV Zug som gällde säsongen ut.

## Statistik
| 2007–08     | New Hampshire Jr. Monarchs | EJHL        | 41  | 26 | 19 | 45  | 24 | —  | — | — | —  | —  |
| 2008–09     | Maine Black Bears          | NCAA        | 38  | 12 | 13 | 25  | 10 | —  | — | — | —  | —  |
| 2009–10     | Maine Black Bears          | NCAA        | 39  | 19 | 28 | 47  | 12 | —  | — | — | —  | —  |
| 2010–11     | Maine Black Bears          | NCAA        | 36  | 20 | 16 | 36  | 8  | —  | — | — | —  | —  |
| 2011–12     | Maine Black Bears          | NCAA        | 40  | 18 | 30 | 48  | 37 | —  | — | — | —  | —  |
|             | Rochester Americans        | AHL         | 5   | 0  | 1  | 1   | 2  | —  | — | — | —  | —  |
| 2012–13     | Buffalo Sabres             | NHL         | 26  | 6  | 5  | 11  | 0  | —  | — | — | —  | —  |
|             | Rochester Americans        | AHL         | 45  | 16 | 16 | 32  | 18 | 3  | 0 | 0 | 0  | 4  |
| 2013–14     | Buffalo Sabres             | NHL         | 79  | 6  | 7  | 13  | 14 | —  | — | — | —  | —  |
| 2014–15     | Buffalo Sabres             | NHL         | 54  | 5  | 12 | 17  | 8  | —  | — | — | —  | —  |
|             | Montreal Canadiens         | NHL         | 9   | 0  | 0  | 0   | 0  | 6  | 1 | 2 | 3  | 0  |
| 2015–16     | Montreal Canadiens         | NHL         | 56  | 4  | 6  | 10  | 6  | —  | — | — | —  | —  |
| 2016–17     | Montreal Canadiens         | NHL         | 51  | 6  | 4  | 10  | 4  | 1  | 0 | 0 | 0  | 0  |
| 2017–18     | Texas Stars                | AHL         | 66  | 18 | 29 | 47  | 14 | 22 | 6 | 9 | 15 | 6  |
| 2018–19     | San Antonio Rampage        | AHL         | 21  | 1  | 8  | 9   | 8  | —  | — | — | —  | —  |
|             | EV Zug                     | NLA         | —   | —  | —  | —   | —  | —  | — | — | —  | —  |
| NHL totalt  | NHL totalt                 | NHL totalt  | 275 | 27 | 34 | 61  | 32 | 7  | 1 | 2 | 3  | 0  |
| AHL totalt  | AHL totalt                 | AHL totalt  | 137 | 35 | 54 | 89  | 42 | 25 | 6 | 9 | 15 | 10 |
| NCAA totalt | NCAA totalt                | NCAA totalt | 153 | 69 | 87 | 156 | 67 | —  | — | — | —  | —  |